# Sarron (Oise)
Pour les articles homonymes, voir Sarron.
Sarron est une ancienne commune française située dans le département de l'Oise, en région Hauts-de-France. Elle est rattachée à Pont-Sainte-Maxence en 1951. Son territoire a été partagé entre les communes actuelles de Pont-Sainte-Maxence et Saint-Martin-Longueau.

## Population et société

### Culte
Sarron n'a plus de curé en titre et dépend de la paroisse catholique Sainte-Maxence de Pont-Sainte-Maxence au sein du diocèse de Beauvais, Noyon et Senlis, suffragant de l'archidiocèse de Reims. Mgr Jacques Benoit-Gonnin est l'évêque du diocèse depuis le 18 mars 2010. L'église Saint Lucien n'est utilisée que pour des baptêmes, des mariages ou encore des obsèques, la messe n'y est plus célébré de façon régulière.